# Surp
Surp es una localidad española perteneciente al término municipal de Rialp, en la provincia de Lérida (Cataluña). Se encuentra a unos 200 km al noroeste de Barcelona, y a unos 40 km al suroeste de Andorra.
Es un pueblo de antiquísimo origen (antes del siglo IX); se encuentra situado a 1040 m s. n. m., bien orientado al mediodía, a pleno sol desde su nacimiento por el lado de Montenartró hasta que se pone por la sierra de los Altares, en la montaña de Llessui. Está cerca de Rialp, Rodés y Altron.
Se encuentra a 315 metros sobre la localidad de Rialp (de 508 habitantes) y el río Noguera Pallaresa, por lo que goza de una excelente panorámica.
Formó parte del Vizcondado de Castellbó.

## Geografía humana

### Demografía
| Gráfica de evolución demográfica de Surp entre 1842 y 1960 |
| |
| Población de derecho según los censos de población del INE Población de hecho según los censos de población del INEEntre el censo de 1857 y el anterior, crece el término del municipio porque incorpora a 255092 (Carague), 255159 (Escas), 255316 (Rodes) Entre el censo de 1970 y el anterior, este municipio desaparece porque se integra en el municipio 25183 (Rialp) |

En 1351 vivían aquí unas 40 personas.
A mediados del siglo XIX fue cabecera de distrito municipal, con ayuntamiento propio y contaba con los agregados de Rodés —donde se encuentran los restos del monasterio y abadía benedictina de Oveix (San Vicente de Oveix), del siglo IX—, Escás y Caregue, con un total de 384 habitantes.
En 1969, Surp y todo su municipio se incorporaron al ayuntamiento de Rialp.

## Patronos e iglesia

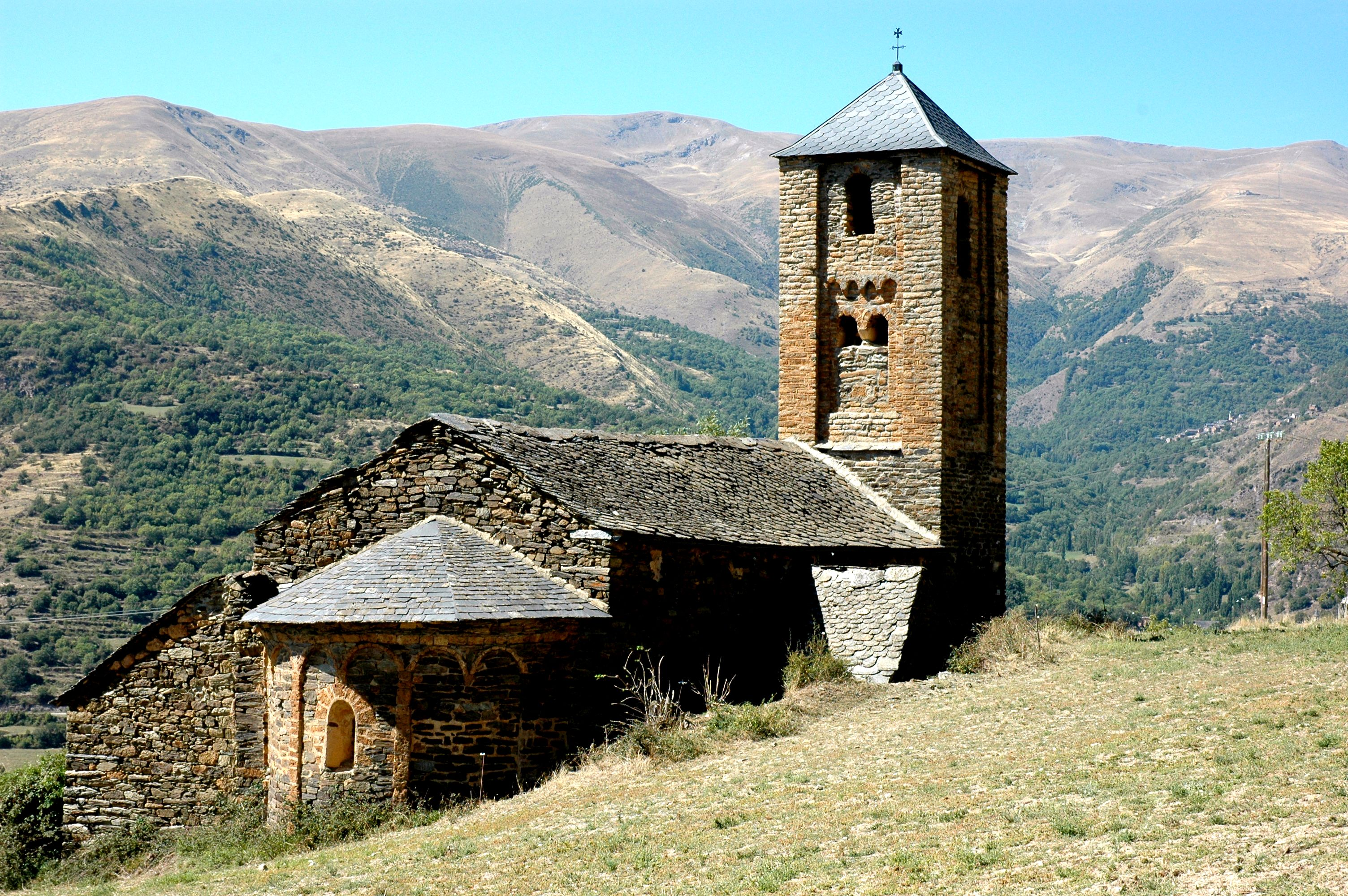
Iglesia de San Acisclo y Santa Victoria de Surp

Los patronos de Surp son los mártires católicos Acisclo y Victoria, dos hermanos originarios de Córdoba a los que se han dedicado numerosas iglesias en toda España.
El punto turístico más importante es la iglesia de San Acisclo y Santa Victoria de Surp.
El templo actual es románico lombardo, con modificaciones posteriores, tiene un altivo campanario de planta cuadrada con ventanas geminadas y un bonito ábside con arquerías y bandas lombardas.
El ábside había sido adornado con pinturas murales que fueron arrancadas de su lugar y repartidas entre varias instituciones:
- El Museo Diocesano de la Seo de Urgel posee el fragmento más grande de la decoración absidial.
- El MNAC (Museo Nacional de Arte de Cataluña) posee un fragmento del apóstol Juan bajo arcada y sosteniendo su evangelio.
- El Museo de Arte de Toledo, en la ciudad de Toledo (Ohio), en EE. UU., posee el resto (un fragmento con los apóstoles Santiago y Felipe).

Todas esas pinturas murales serán copiadas —con una nueva técnica llamada papelgel— e instaladas nuevamente en el ábside, como parte del PDT (Plan de Dinamización Turística 2001-2003) del Pallars Sobirá.

## Fiestas
La fiesta mayor del pueblo se celebra el tercer domingo de septiembre.
En la festividad de los santos patronos, el 17 de noviembre, se realiza una misa solemne y el Canto de los Gozos.